# Desmeocraera lithocolla
Desmeocraera lithocolla är en fjärilsart som beskrevs av Willie Horace Thomas Tams 1932. Desmeocraera lithocolla ingår i släktet Desmeocraera och familjen tandspinnare. Inga underarter finns listade i Catalogue of Life.